# Belg
Belg település Németországban, Rajna-vidék-Pfalz tartományban. Lakosainak száma 116 fő (2023. december 31.). Belg Peterswald-Löffelscheid, Altlay, Würrich, Schwarzen és Rödelhausen községekkel határos.

## Népesség
A település népességének változása:
| Lakosok száma | 163  | 122  | 122  | 115  | 116  | 116  |
|               | 1975 | 2017 | 2019 | 2021 | 2022 | 2023 |